# 普塞爾山脈

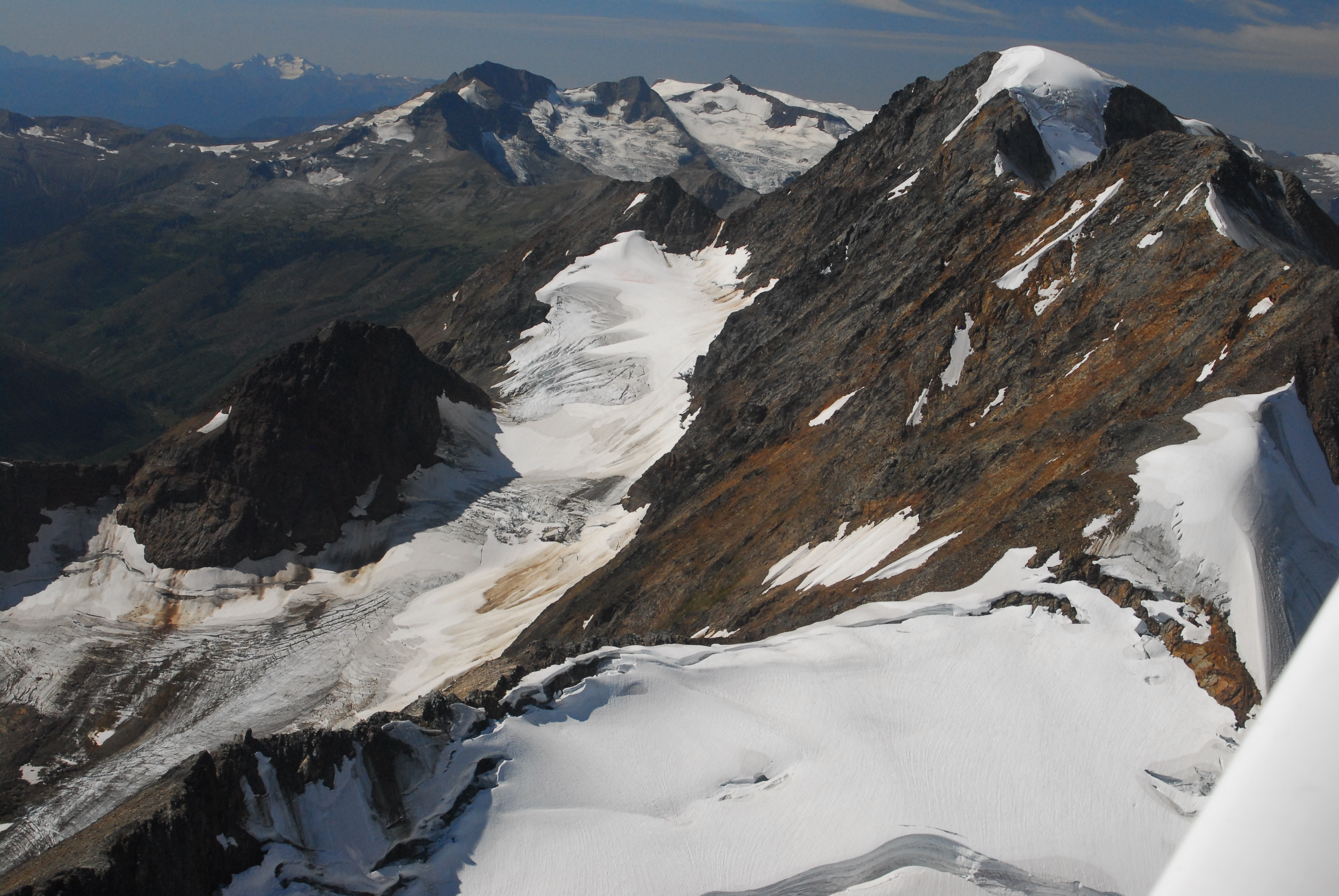

普塞爾山脈是北美洲的山脈，橫跨加拿大卑詩省、美國蒙大拿州和愛達荷州，屬於哥倫比亞山脈的一部分，最高點海拔高度3,493米。